# Баойя, Жан-Маттео
Жан-Маттео́ Баойя́ Него́с (фр. Jean-Mattéo Bahoya Négoce; родился 7 мая 2005) — французский футболист, атакующий полузащитник немецкого клуба «Айнтрахт» (Франкфурт).

## Клубная карьера
Уроженец Монфермея, Жан-Маттео выступал за молодёжные команды «Трелазе» и «Адар Брен», а в июле 2014 года присоединился к футбольной академии клуба «Анже». В мае 2022 года подписал с «Анже» свой первый профессиональный контракт.
6 января 2023 года дебютировал в основном составе «Анже» в матче Кубка Франции против «Страсбура». 25 февраля 2023 года дебютировал в Лиге 1 в матче против клуба «Олимпик Лион».
25 января 2024 года перешёл в немецкий клуб «Айнтрахт (Франкфурт-на-Майне)».

## Карьера в сборной
В ноябре 2022 года дебютировал за сборную Франции до 18 и сборную Франции до 19 лет.

## Личная жизнь
Родился во Франции в семье выходцев из Камеруна.